# Mycophila longispina
Mycophila longispina är en tvåvingeart som beskrevs av Bu och Mo 1996. Mycophila longispina ingår i släktet Mycophila och familjen gallmyggor.
Artens utbredningsområde är Shandong (Kina). Inga underarter finns listade i Catalogue of Life.